# Кортизон
Кортизо́н — второй по значимости после кортизола глюкокортикоидный гормон коры надпочечников у человека, в организме участвует в регуляции метаболизма ― стимулирует синтез углеводов из белков, угнетает работу лимфоидных органов, повышает устойчивость организма к стрессу.

## История открытия
Кортизон выделен в XX веке из экстрактов надпочечников. В 1936–1940 годах его изучал швейцарский химик Т. Рейхштейн, он определил химическое строение этого вещества.

## Физические свойства
При нормальных условиях кортизон находится в твёрдой фазе, плавится при 215°C.
Обычная физическая форма — бесцветные кристаллы.
Плохо растворяется в органических растворителях.

## Получение
В организме кортизон синтезируется из гидрокортизона.
В промышленности кортизон получают из стероидов растительного и животного происхождения.

## Применение
Кортизон в форме ацетата является гормональным лекарственным средством. Ранее он использовался в медицине, ныне заменён более эффективными синтетическими кортикостероидами.
Кортизон-ацетат использовался в заместительной гормональной терапии при недостаточности коры надпочечников, применялся как противовоспалительное и противоаллергическое средство при ревматическом кардите, полиартритах, бронхиальной астме и других заболеваниях.